# Emmanuel Fouyet
Emmanuel Fouyet, né le 2 mars 1899 et mort le 3 juillet 1985 à Brest, est un homme politique français. il devient Député français du Finistère dès 1945, avec la mission de reconstruire la France d'après-guerre. Il est réélu en 1946 et en 1951.

## Biographie

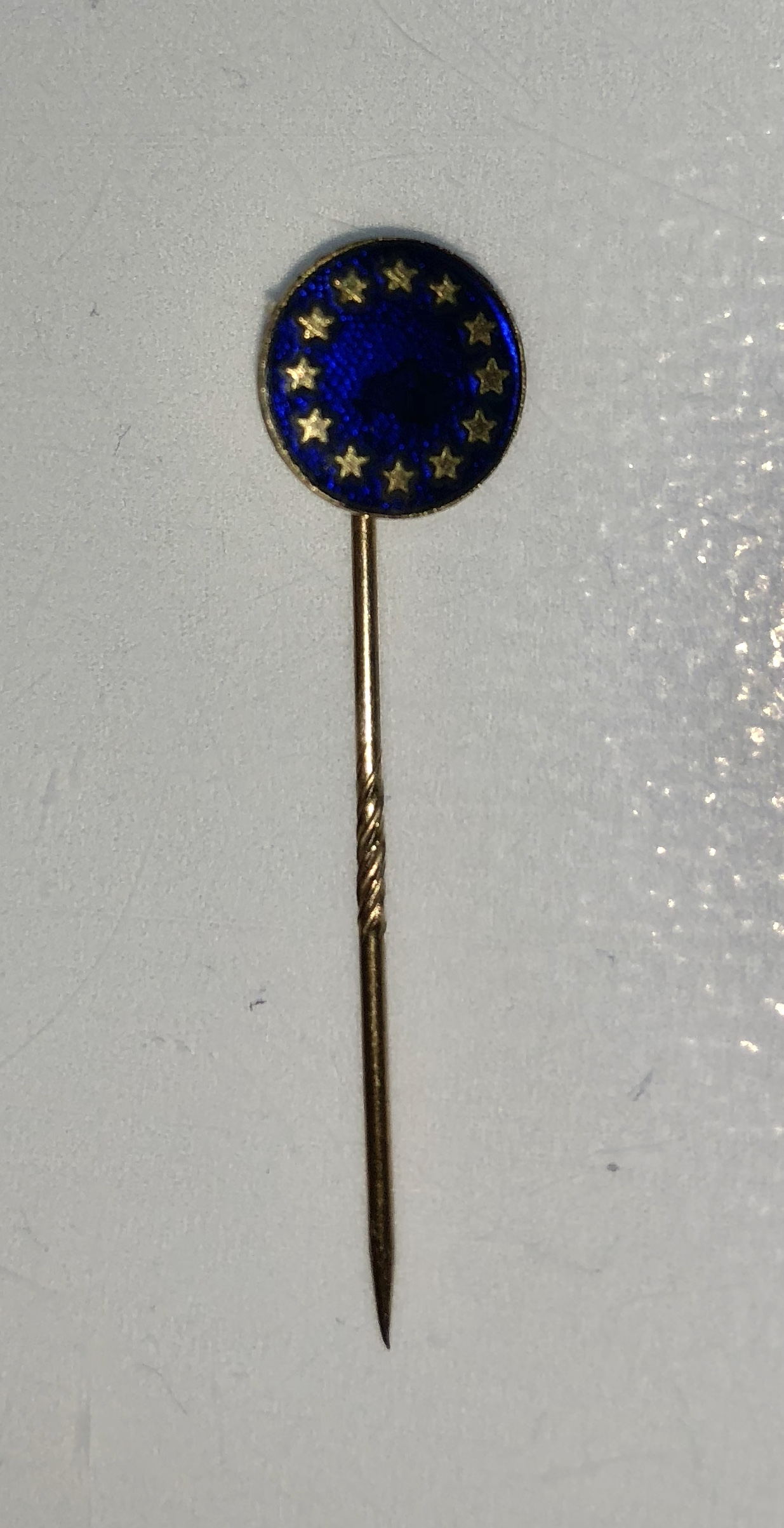
Pin's Union Européenne ayant appartenu à Emmanuel Fouyet

Membre de la première et de la seconde Assemblée nationale constituante (Finistère). Député du Finistère de 1946 à 1955
Fils d'un mécanicien de la Société brestoise, d'abord apprenti chaudronnier à l'Arsenal de Brest, Emmanuel Fouyet travaille aux chemins de fer. Engagé dans la marine pour la durée de la guerre, il retrouve la vie civile en 1921. Opérateur à la station de Brest-Déolen de la Compagnie française des câbles télégraphiques, il milite au sein du syndicat CFTC et exercera à partir de 1928, les fonctions de secrétaire de l'union locale de cette confédération jusqu'en 1945. En 1934, à la suite d'une grève, il perd son emploi et devient comptable à « l'Alliance des travailleurs » - coopérative dont il était auparavant le trésorier - et président du syndicat des employés du commerce et de l'industrie de Brest.
Emmanuel Fouyet à la libération .Membre du Comité de libération de Brest, il est élu conseiller municipal, puis adjoint au maire à partir de 1953 et conseiller général du premier canton de Brest jusqu'en 1951.
Sportif, il présida jusqu'en 1952 aux destinées de la Milice Saint-Michel et fut, jusqu'à cette même date, vice-président du Stade Brestois. 
Aux élections du 21 octobre 1945 pour la première Assemblée nationale constituante, Emmanuel Fouyet figure en quatrième position sur la liste présentée par le MRP dans le Finistère. Avec 34,6 % des suffrages exprimés les démocrates-chrétiens arrivent largement en tête et obtiennent quatre des neuf sièges à pourvoir. Il en ira de même le 2 juin 1946 pour les élections à la seconde Assemblée nationale constituante auxquelles le MRP recueille plus de 42 % des voix et gagne un siège.

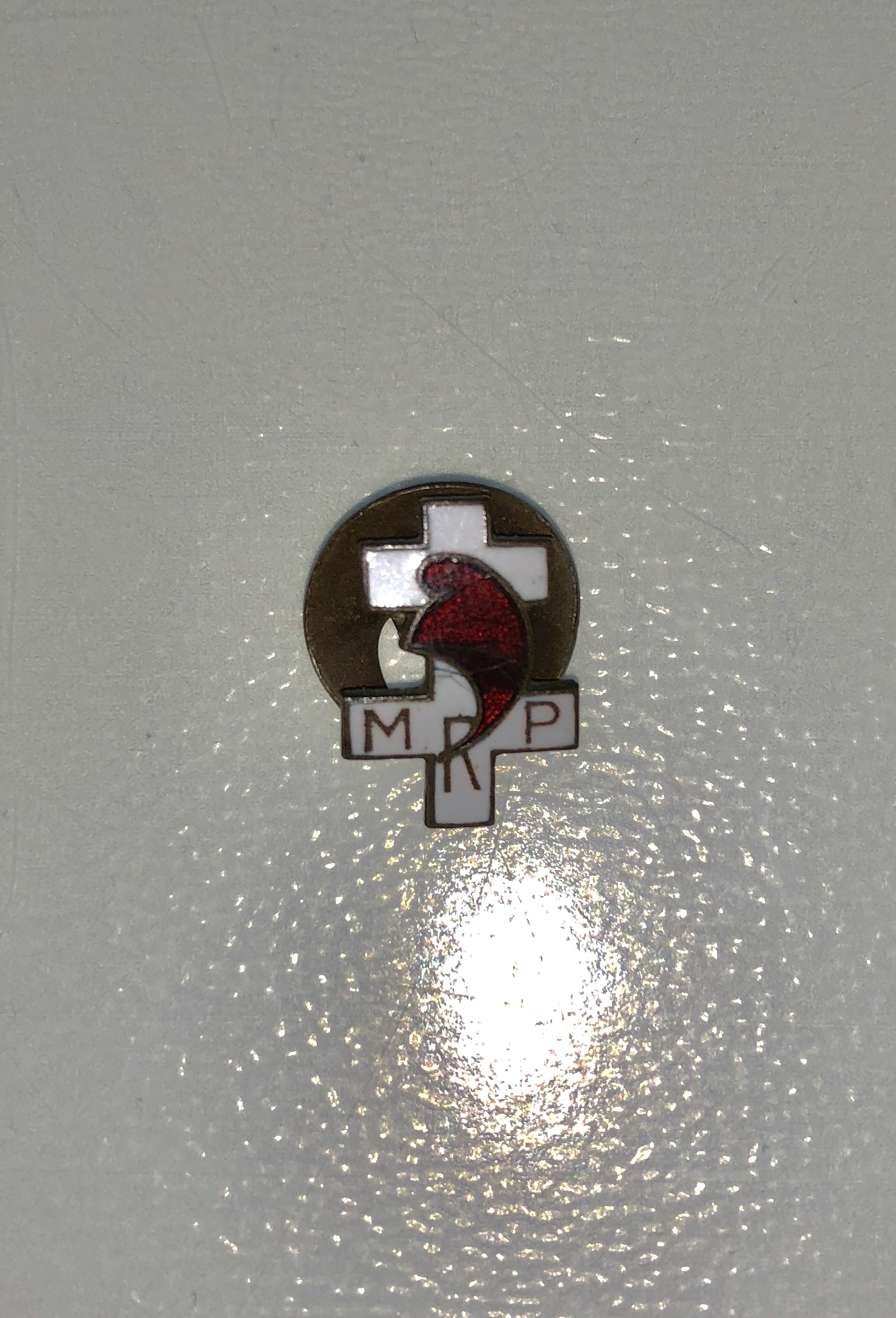
Pin's du MRP ayant appartenu à Emmanuel Fouyet.

Durant les deux Assemblées nationales Constituantes, Emmanuel Fouyet, élu d'une ville sinistrée, est membre de la Commission de la reconstruction et des dommages de guerre. Son activité parlementaire demeure modeste. Avec son groupe il vote les nationalisations et s'oppose au premier projet de Constitution de la IVe République (19 avril 1946) qui sera rejeté par le référendum du 5 mai 1946. Toujours avec son groupe il approuve le second projet de Constitution (27 octobre 1946).
Aux élections du 10 novembre 1946 pour la première législature de la IVe République, le MRP enregistre une nouvelle progression dans le Finistère (45,3% des suffrages exprimés) et conserve ses cinq sièges.
À l'Assemblée nationale, le député du Finistère retrouve la Commission de la reconstruction et des dommages de guerre et participe aux travaux de celle de la marine marchande et des pêches jusqu'à la fin de 1948. Il est par ailleurs nommé juré à la Haute cour de justice. Pendant cette législature, Emmanuel Fouyet dépose une proposition de loi relative aux commis et agents techniques de la marine et intervient en séance à deux reprises. La première fois il réclame des crédits pour Brest (7 août 1947). La seconde, il prend part à la discussion d'interpellations sur des violences survenues à Brest le 17 avril 1950 et dont il rend responsable le Parti communiste (27 avril 1950).
Avec son groupe il approuve le statut de l'Algérie (27 août 1947) et la loi électorale instituant le scrutin de liste majoritaire avec apparentements pour les élections législatives (7 mai 1951).
Dans ses engagements électoraux pour les élections législatives du 17 juin 1951, le MRP du Finistère regrette précisément que le RPF ait refusé de conclure un apparentement permettant de « barrer la route aux communistes : le RPF n'a pas voulu l'union ». Le ton monte entre les deux formations. Le MRP rappelle que « les communistes ont été appelés au Gouvernement en 1945 par d'autres que nous, mais en sont partis deux ans plus tard grâce à nous » et que « les subventions à l'enseignement privé ont été supprimées le 17 avril 1945, alors que René Capitant était ministre de l'Éducation nationale ». Cependant au soir du 17 juin 1951, le RPF devance le MRP (27,8 % contre 25,2 % des suffrages exprimés). Chacune de ces deux listes obtient trois sièges, le Parti communiste en perd un et le MRP deux. Figurant en troisième position sur la liste démocrate-chrétienne, Emmanuel Fouyet retrouve néanmoins le chemin du Palais Bourbon.
Jusqu'à la fin de 1953 il est membre des Commissions de la reconstruction et des dommages de guerre et du travail et de la Sécurité sociale puis participe aux travaux de celles de la marine marchande et des pêches et des moyens de communication et du tourisme jusqu'à la fin de la législature.

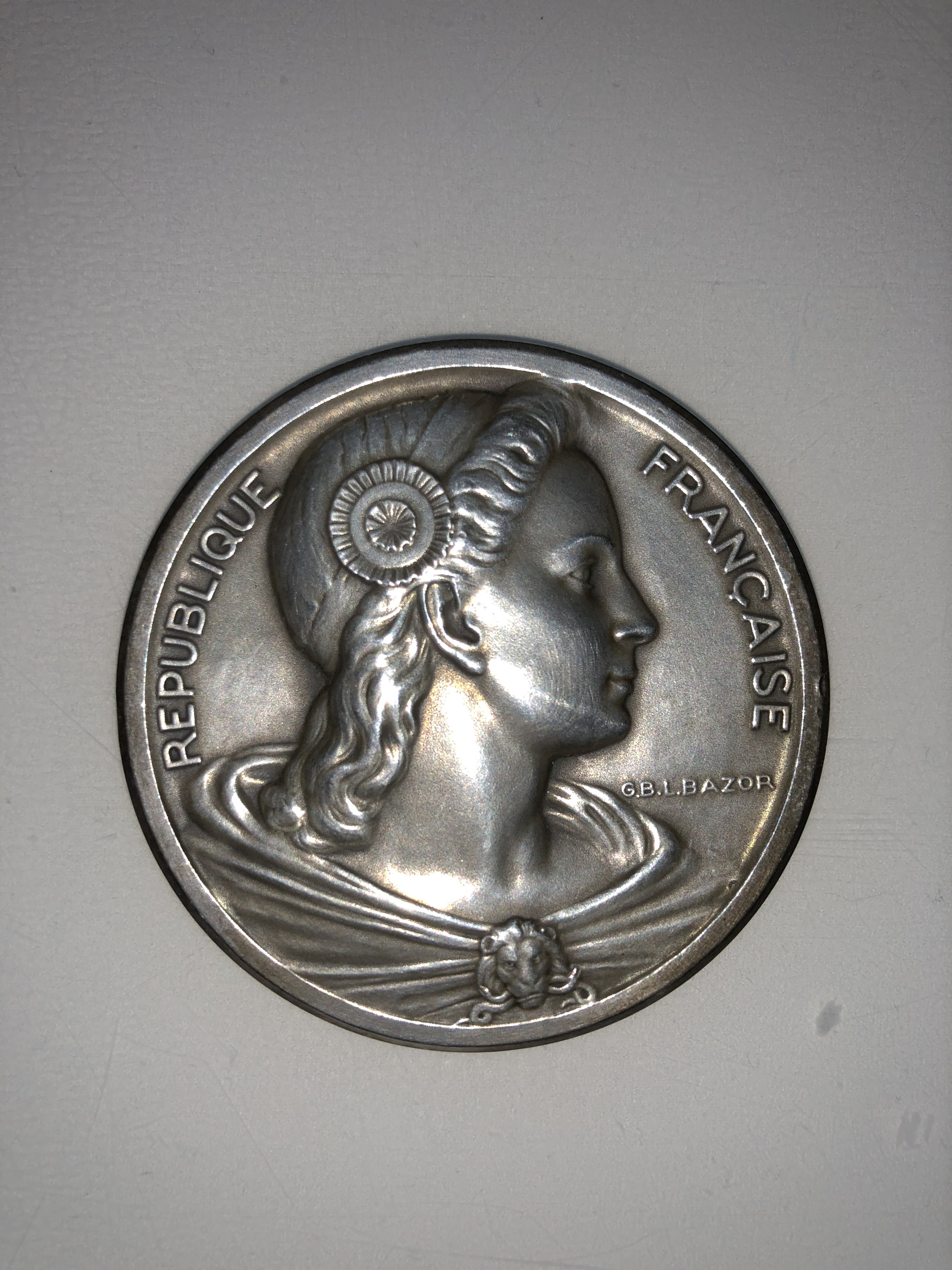

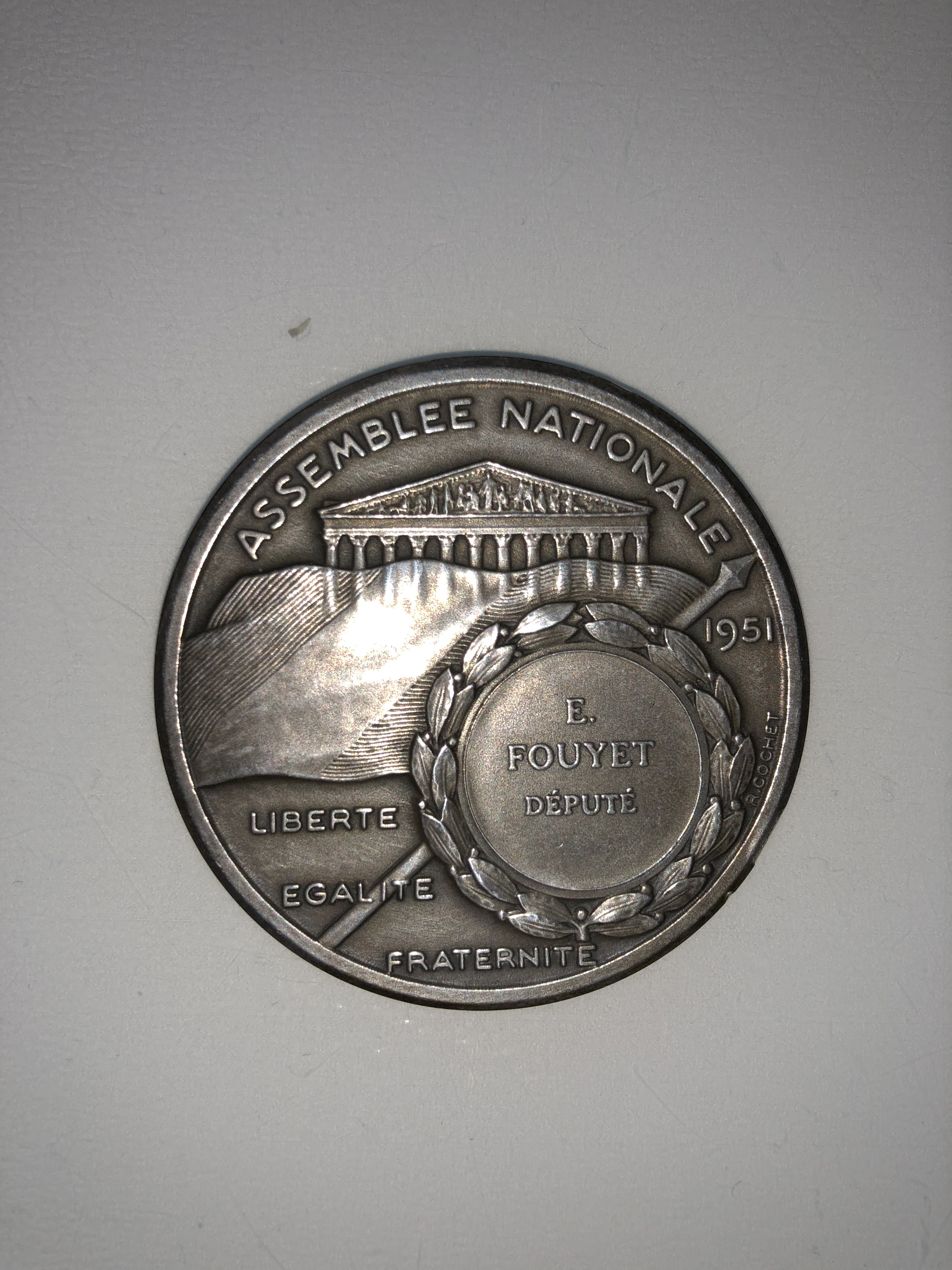
Médaillon attestant de l'élection d'Emmanuel Fouyet comme député de la République Française en 1951.

Le député du Finistère dépose diverses propositions de loi et rapports, sur des questions sociales et intervient en séance le 5 novembre 1952 à propos des allocations de chômage. Il approuve naturellement les lois Marie et Barangé, en faveur de l'enseignement privé (21 septembre 1951) et la constitution de la Communauté européenne du charbon et de l'acier CECA (13 décembre 1951) et vote contre la question préalable opposée au projet à la discussion du projet de Communauté européenne de défense - CED - (31 août 1951). Emmanuel Fouyet manifeste sa liberté d'appréciation par rapport à la majorité de son groupe. Ainsi le 27 octobre 1953 vote-t-il contre l'ordre du jour favorable au Gouvernement Laniel à propos de l'Indochine et récidive-t-il le 9 mars 1954 en se prononçant pour le cessez-le-feu. Cependant lors des grands scrutins il demeura fidèle à son parti : il soutient le cabinet Laniel lors de sa chute (12 juin 1954), s'abstient sur l'investiture de Pierre Mendés France (17 juin 1954) et sur les Accords de Genève qui mettent fin aux hostilités en Indochine (23 juillet 1954) et contribue à sa démission (4 février 1955). Il apporte ensuite son concours au gouvernement Edgar Faure dont la chute le 29 novembre 1955, sur le mode de scrutin et la date des élections législatives, entraîne la dissolution de l'Assemblée nationale. 
Aux élections du 2 janvier 1956, le MRP maintient ses positions dans le Finistère (24,9 % des suffrages exprimés) et conserve ses trois élus mais Emmanuel Fouyet ne figure pas parmi eux car il avait été rétrogradé de la troisième à la quatrième place sur la liste démocrate-chrétienne. Néanmoins, il devient membre honoraire du parlement grâce à son quatrième mandat.

## Détail des fonctions et des mandats

### Mandats parlementaires

#### Assemblée constituante de 1945
21 octobre 1945 - 10 juin 1946 : Député du Finistère18 janvier 1949
Il est nommé membre de la Commission de la reconstruction et des dommages de guerre.

#### Assemblée constituante de 1946
2 juin 1946 - 27 novembre 1946 : Député du Finistère
Son élection est validée le 13 juin 1946. 
Il est ensuite nomme membre de la Commission de la reconstruction et des dommages de guerre le 26 juin 1946.

#### Ire législature de la Quatrième République française
10 novembre 1946 - 4 juillet 1951 : Député du Finistère
Son élection est validée le 29 novembre 1946. 
Il est nommé membre : 
- De la Commission de la marine marchande et des pêches du 17 décembre 1946 au 26 janvier 1948.
- De la Commission de reconstruction et des dommages de guerre du 17 décembre 1946 au 26 janvier 1948 puis du  au 17 janvier 1950.

Il est nommé juré à la Haute-Cour de justice le 15 juillet 1947.

#### IIe législature de la Quatrième République française
17 juin 1951 - 1er décembre 1955 : Député du Finistère
Son élection est validée le 6 juillet 1951.
Il est nommé membre :
- De la Commission du travail et de la sécurité sociale du 17 juillet 1951 au 20 janvier 1953.
- De la Commission de la marine marchande et des pêches du 19 janvier 1954 au 18 janvier 1955.
- De la Commission des moyens de communication et du tourisme du 19 janvier 1954 au 18 janvier 1955.
- De la Commission de la reconstruction et des dommages de guerre du 17 juillet 1951 au 20 juillet 1953.

Il est désigné par la Commission du travail et de la sécurité sociale pour faire partie de la Sous-Commission chargée de suivre et d’apprécier la mise en œuvre de la convention de coopération économique européenne et du programme de relèvement européen du 21 septembre 1951 au 3 février 1953.

## Reconnaissance
Une rue porte son nom à Brest.